# Villette-lès-Dole
Villette-lès-Dole és un municipi francès situat al departament del Jura i a la regió de Borgonya - Franc Comtat. L'any 2007 tenia 717 habitants.

## Demografia

### Població
El 2007 la població de fet de Villette-lès-Dole era de 717 persones. Hi havia 296 famílies de les quals 72 eren unipersonals (44 homes vivint sols i 28 dones vivint soles), 108 parelles sense fills, 96 parelles amb fills i 20 famílies monoparentals amb fills.
La població ha evolucionat segons el següent gràfic:
Habitants censats

### Habitatges
El 2007 hi havia 333 habitatges, 302 eren l'habitatge principal de la família, 3 eren segones residències i 28 estaven desocupats. 267 eren cases i 66 eren apartaments. Dels 302 habitatges principals, 235 estaven ocupats pels seus propietaris, 64 estaven llogats i ocupats pels llogaters i 3 estaven cedits a títol gratuït; 1 tenia una cambra, 8 en tenien dues, 36 en tenien tres, 80 en tenien quatre i 177 en tenien cinc o més. 235 habitatges disposaven pel capbaix d'una plaça de pàrquing. A 128 habitatges hi havia un automòbil i a 151 n'hi havia dos o més.

### Piràmide de població
La piràmide de població per edats i sexe el 2009 era:
| Homes | Edats   | Dones |
| ----- | ------- | ----- |
| 0     | 95 o +  | 0     |
| 0     | 90 a 94 | 0     |
| 0     | 85 a 89 | 0     |
| 12    | 80 a 84 | 4     |
| 20    | 75 a 79 | 24    |
| 12    | 70 a 74 | 20    |
| 20    | 65 a 69 | 20    |
| 16    | 60 a 64 | 8     |
| 24    | 55 a 59 | 20    |
| 28    | 50 a 54 | 28    |
| 28    | 45 a 49 | 40    |
| 24    | 40 a 44 | 20    |
| 28    | 35 a 39 | 24    |
| 4     | 30 a 34 | 20    |
| 12    | 25 a 29 | 8     |
| 16    | 20 a 24 | 16    |
| 16    | 15 a 19 | 44    |
| 24    | 10 a 14 | 16    |
| 28    | 5 a 9   | 8     |
| 12    | 0 a 4   | 8     |

## Economia
El 2007 la població en edat de treballar era de 463 persones, 355 eren actives i 108 eren inactives. De les 355 persones actives 330 estaven ocupades (178 homes i 152 dones) i 25 estaven aturades (15 homes i 10 dones). De les 108 persones inactives 50 estaven jubilades, 34 estaven estudiant i 24 estaven classificades com a «altres inactius».

### Ingressos
El 2009 a Villette-lès-Dole hi havia 323 unitats fiscals que integraven 784,5 persones, la mediana anual d'ingressos fiscals per persona era de 19.163 €.

### Activitats econòmiques
Dels 28 establiments que hi havia el 2007, 1 era d'una empresa de fabricació d'altres productes industrials, 4 d'empreses de construcció, 8 d'empreses de comerç i reparació d'automòbils, 1 d'una empresa de transport, 1 d'una empresa d'hostatgeria i restauració, 3 d'empreses d'informació i comunicació, 3 d'empreses immobiliàries, 4 d'empreses de serveis i 3 d'entitats de l'administració pública.
Dels 5 establiments de servei als particulars que hi havia el 2009, 2 eren paletes, 1 fusteria, 1 lampisteria i 1 electricista.
Dels 3 establiments comercials que hi havia el 2009, 2 eren botiges de menys de 120 m² i 1 una fleca.
L'any 2000 a Villette-lès-Dole hi havia 10 explotacions agrícoles que ocupaven un total de 228 hectàrees.

## Equipaments sanitaris i escolars
El 2009 hi havia 1 escola maternal integrada dins d'un grup escolar amb les comunes properes formant una escola dispersa i 1 escola elemental integrada dins d'un grup escolar amb les comunes properes formant una escola dispersa.

## Poblacions més properes
El següent diagrama mostra les poblacions més properes.